# Chalepispa
Chalepispa là một chi bọ cánh cứng trong họ Chrysomelidae.
Chi này được Uhmann miêu tả khoa học năm 1955.

## Các loài
Chi này gồm các loài:
- Chalepispa ignorata Uhmann, 1955